# Marc Claudi Marcel (cònsol 331 aC)
Marc Claudi Marcel (en llatí Marcus Claudius Marcellus) va ser un magistrat romà que va viure al segle iv aC. Formava part de la branca plebea de la gens Clàudia i era de la família dels Claudi Marcel.
Va ser elegit cònsol l'any 331 aC juntament amb Gai Valeri Potit i es va destacar per l'execució de setanta matrones romanes acusades d'emmetzinadores.
L'any 327 aC va ser nomenat dictador per celebrar el comicis, però el seu nomenament va ser anul·lat pels àugurs pretextant alguna informalitat. Els tribuns de la plebs van protestar, ja que consideraven que el dictamen dels àugurs estava motivat perquè Marcel era plebeu, i no volien un dictador d'aquesta classe social.